# Meioneta transversa
Meioneta transversa là một loài nhện trong họ Linyphiidae.
Loài này thuộc chi Meioneta. Meioneta transversa được Richard C. Banks miêu tả năm 1898.